# Regionaler Naturpark Causses du Quercy

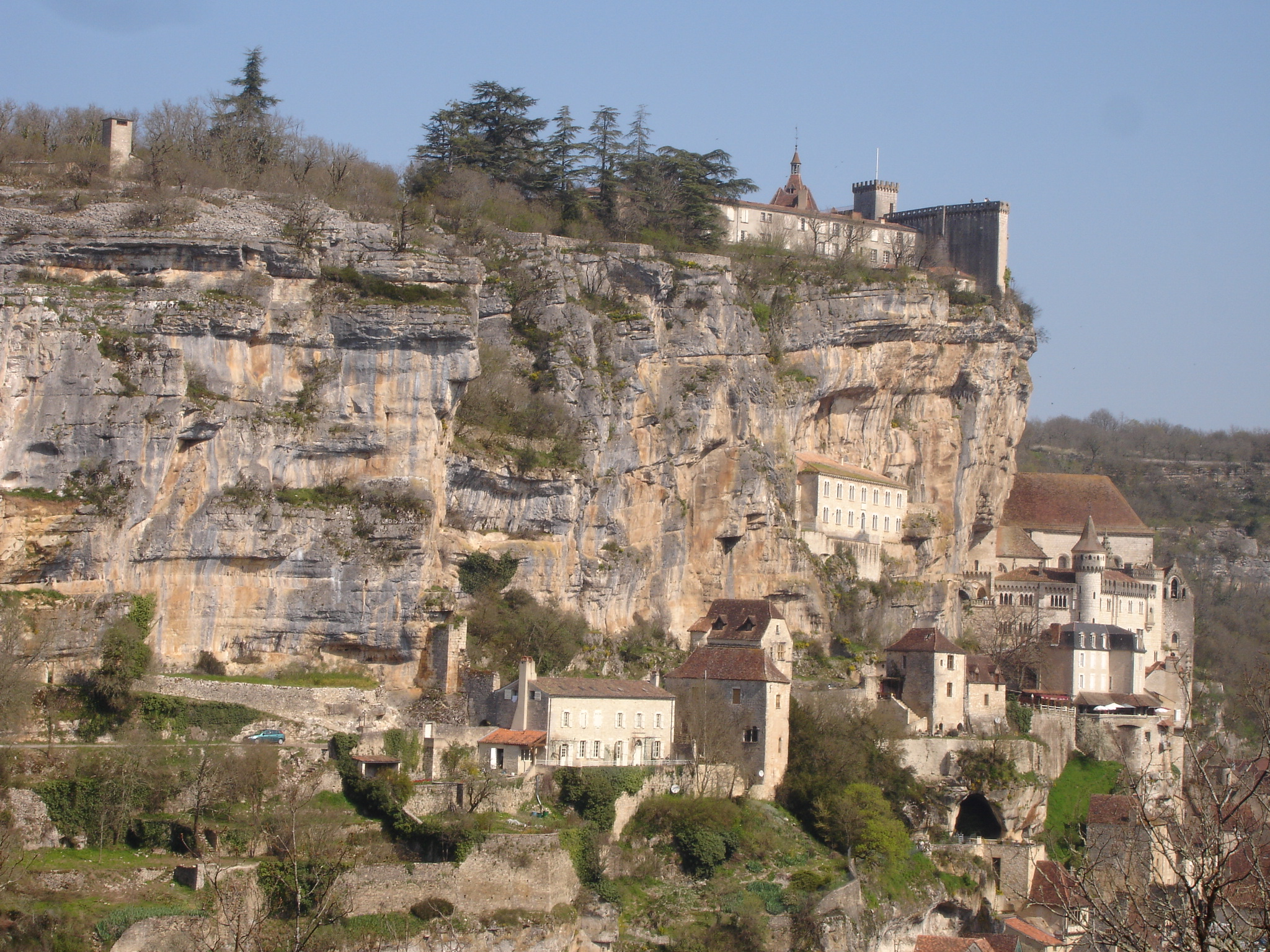
Die Felsen von Rocamadour

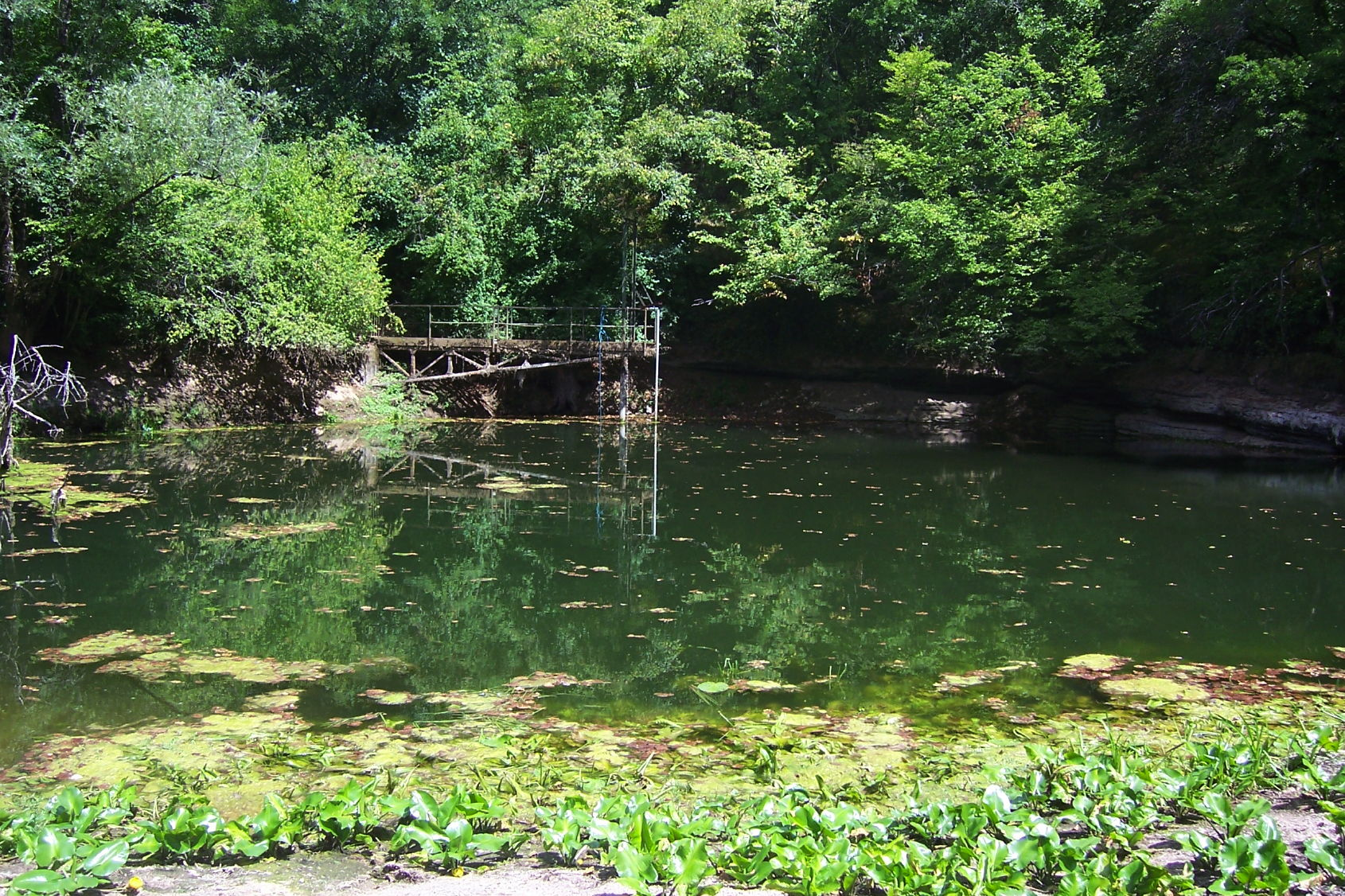
Karstquelle des Ouysse

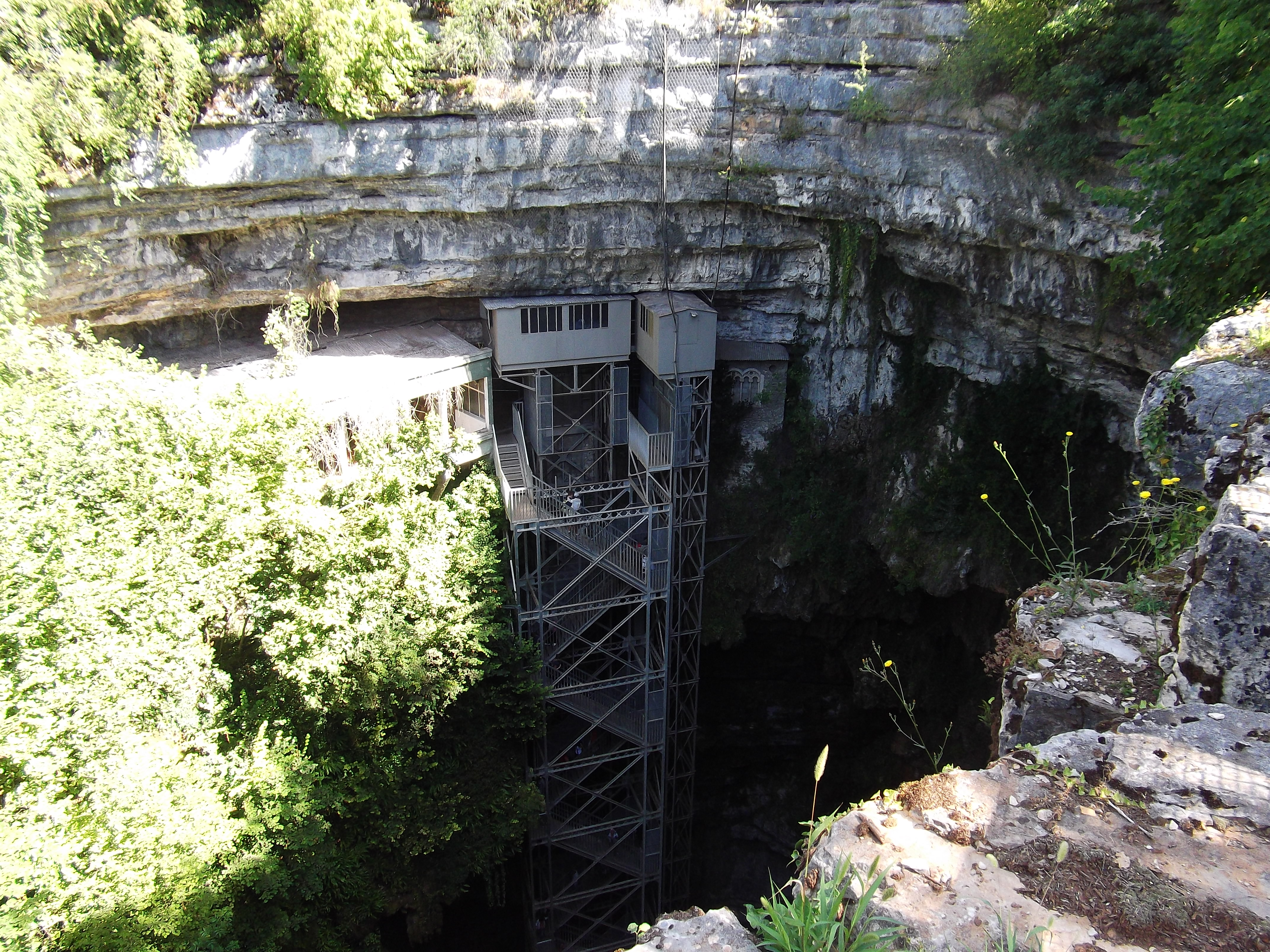
Der Schlund von Padirac

Logo des Parks

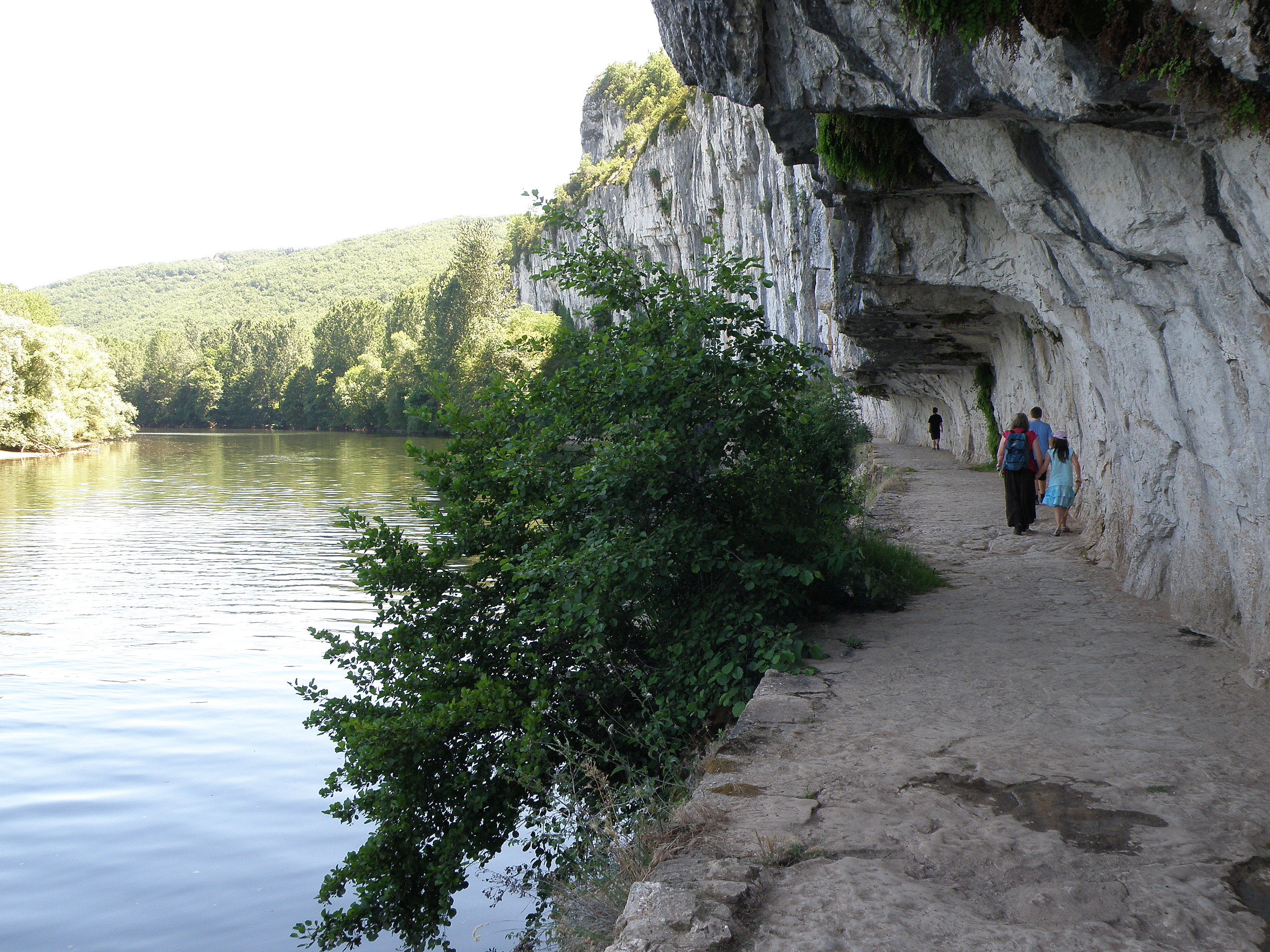
Der Treidelpfad „Chemin de Halage“ bei Bouziès

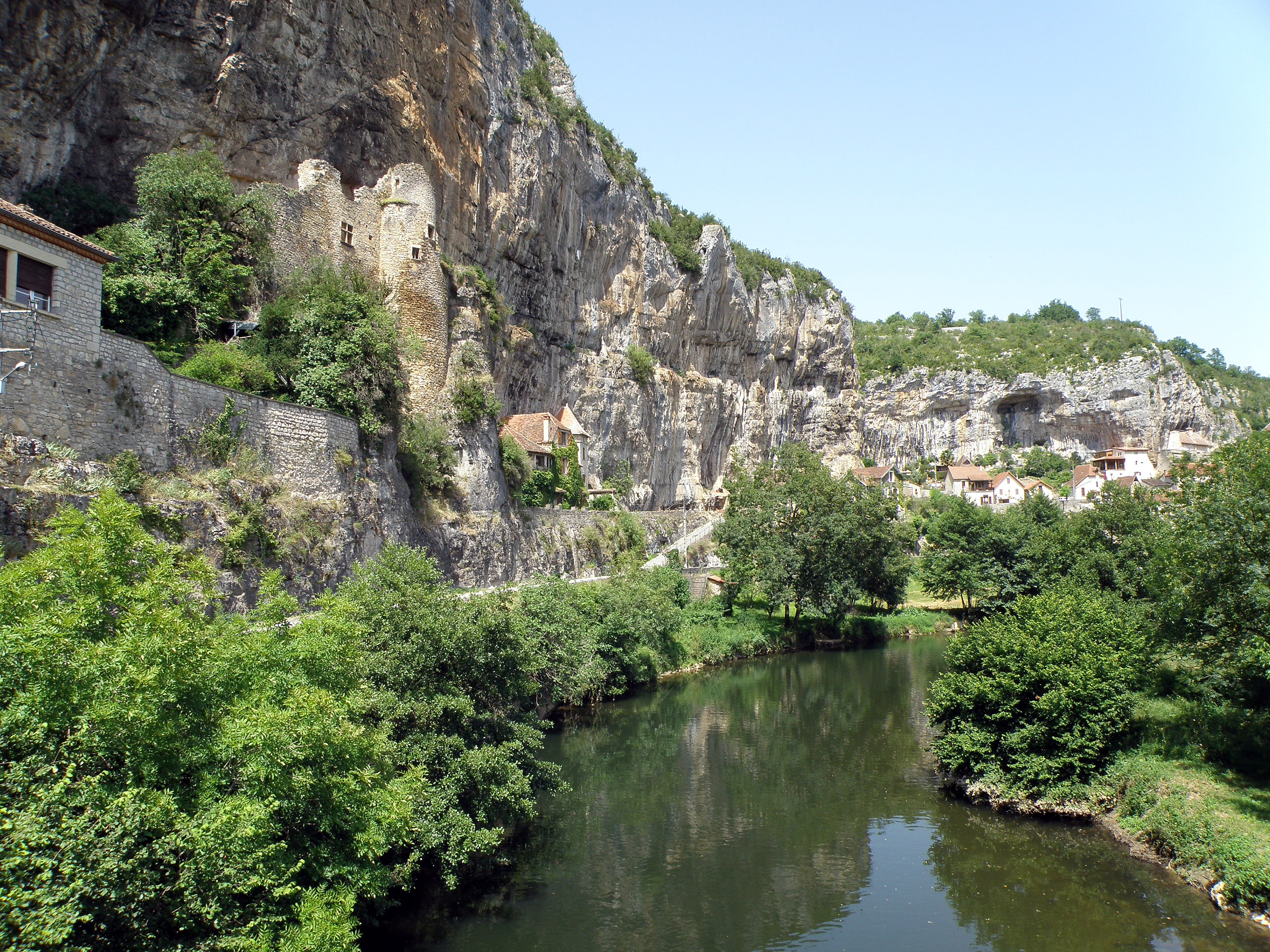
Château du Diable bei Cabrerets

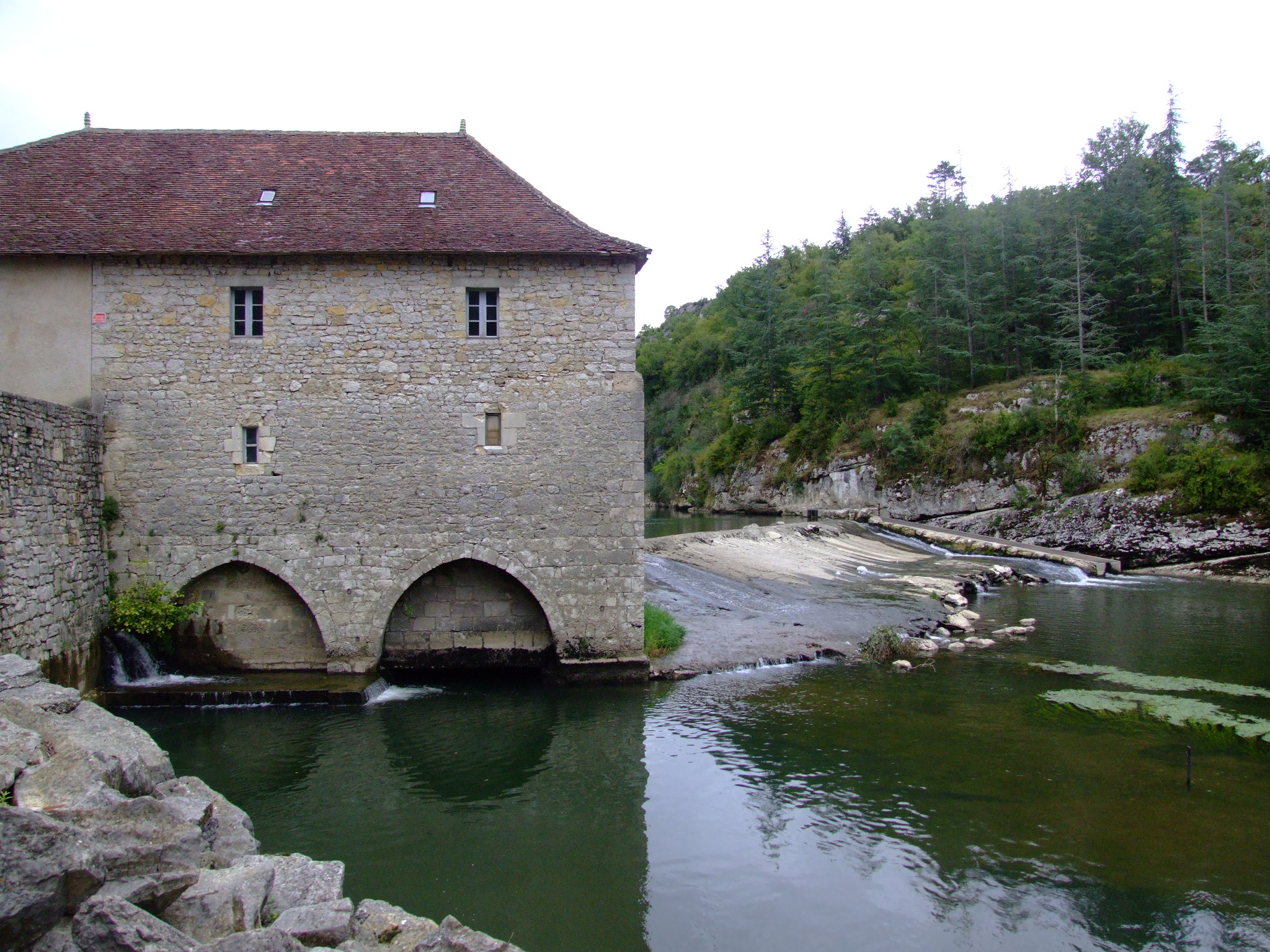
Mühle bei Cabrerets

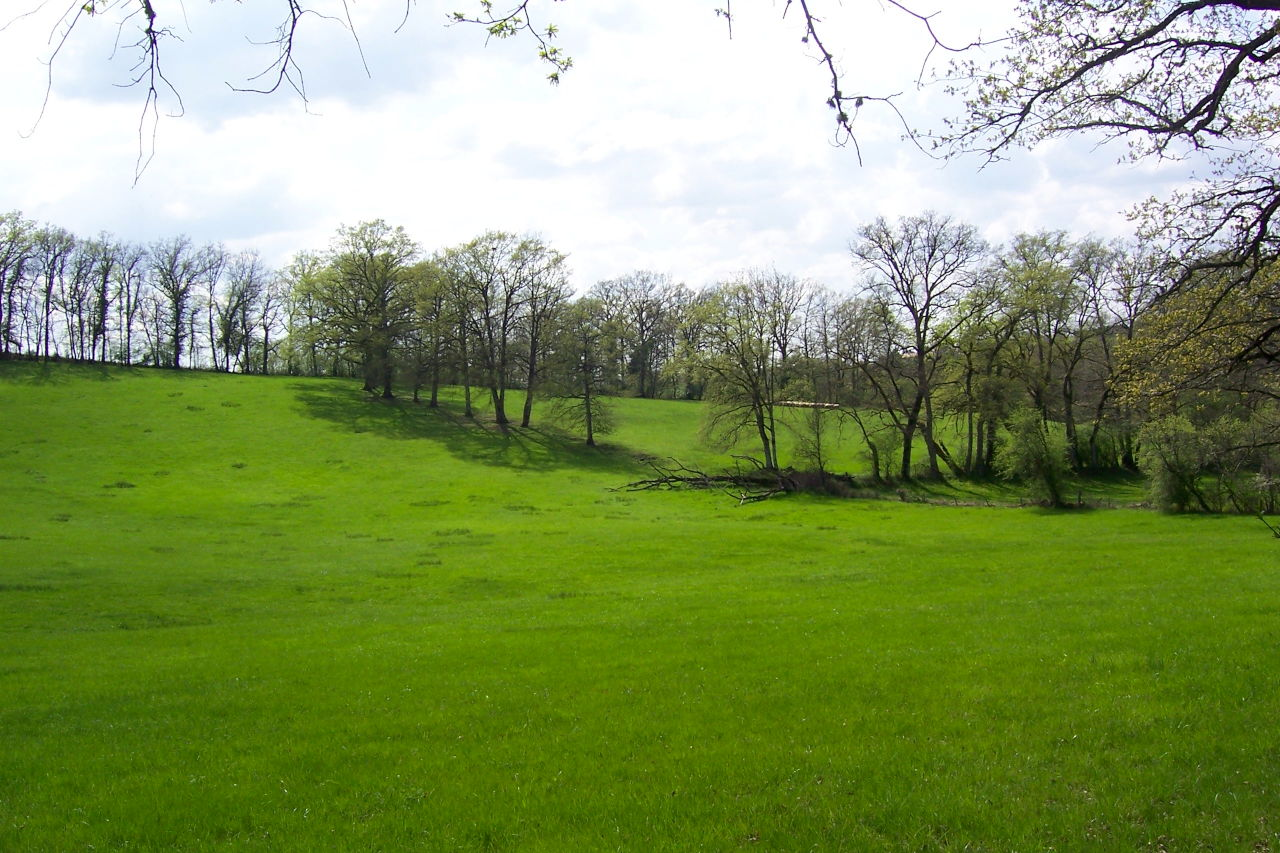
Die Limargue bei Sonac

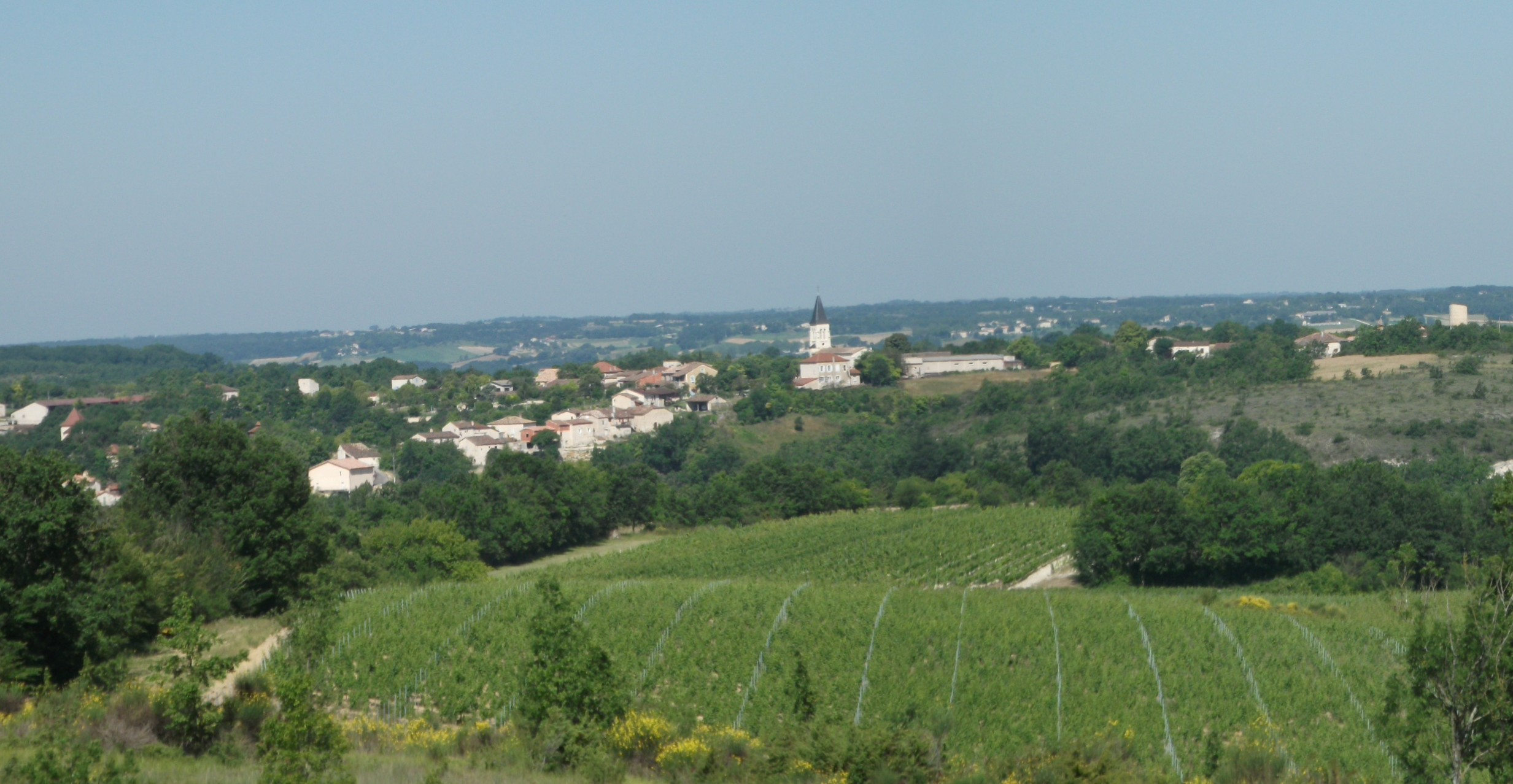
Belfort-du-Quercy im Quercy blanc

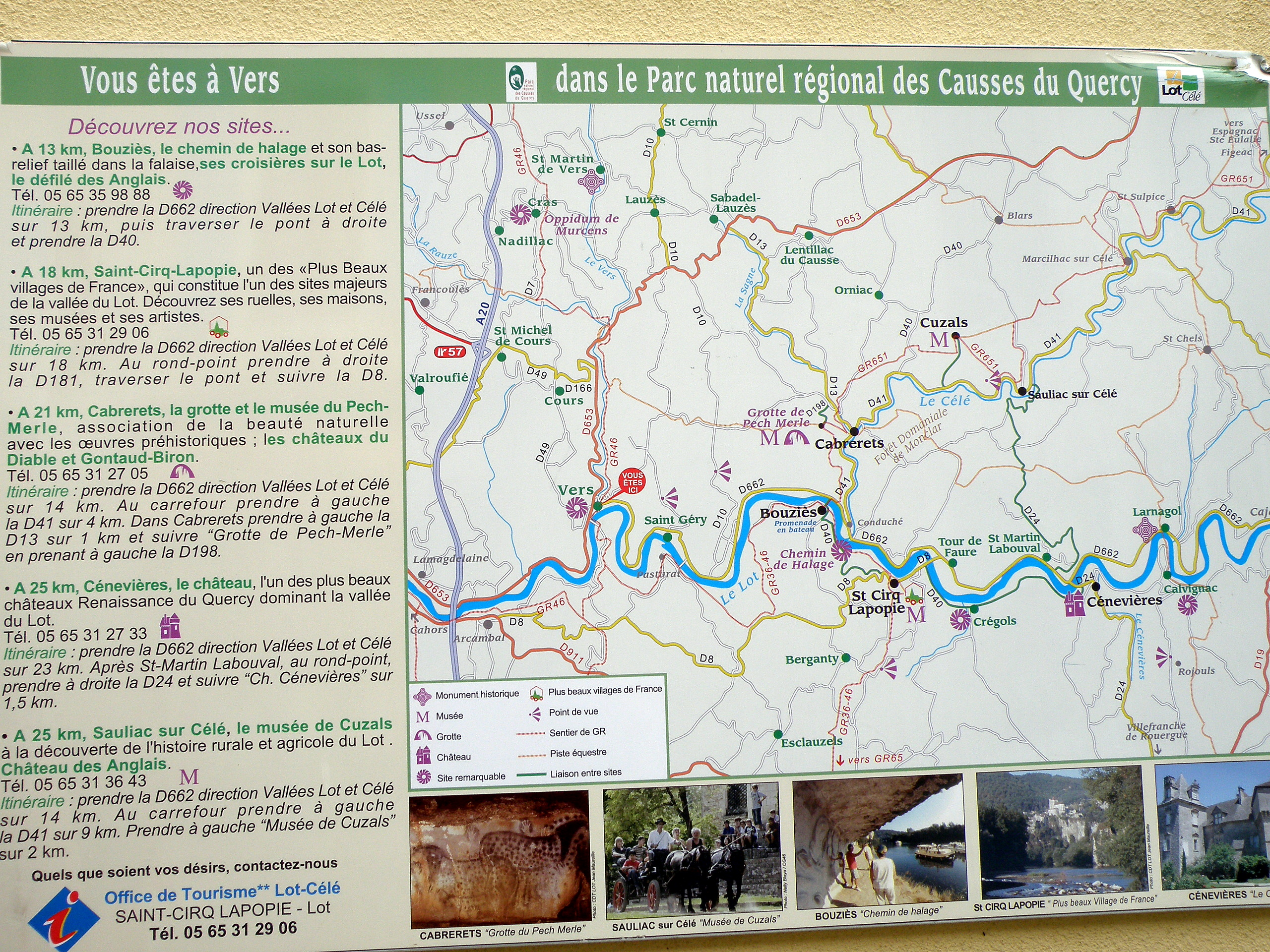
Planauszug des Naturparks

Der Regionale Naturpark Causses du Quercy (frz. Parc naturel régional des Causses du Quercy) liegt im französischen Département Lot in der Region Okzitanien.
Das Kerngebiet dieses Naturparks umfasst die Kalk-Hochebenen Causse de Gramat, Causse de Saint-Chels und Causse de Limogne. Der nördlich des Flusses Dordogne gelegene Causse de Martel gehört nicht zum Gebiet des Naturparks. Der Park erstreckt sich etwa zwischen den Orten Souillac im Norden, Figeac im Osten, Caussade im Süden und Cahors im Westen. Am 5. Mai 2017 erhielt der Naturpark den Status eines UNESCO Global Geoparks.

## Parkverwaltung
Die Gründung des Naturparks erfolgte am 1. Oktober 1999 und umfasst heute eine Fläche von rund 185.500 Hektar. Die Parkverwaltung hat ihren Sitz in Labastide-Murat (44° 38′ 56″ N, 1° 34′ 2″ O), wo sich das „Maison du Parc“ befindet. 102 Gemeinden mit einem Einzugsgebiet von etwa 30.000 Bewohnern bilden den Park.

## Größere Orte im Park
- Gramat
- Labastide-Murat
- Livernon
- Lauzès
- Saint-Géry
- Cajarc
- Limogne-en-Quercy
- Lalbenque

## Landschaft
Das Gebiet zählt durch seine herbe Schönheit und die geringe Besiedelungsdichte zu den beeindruckendsten Landschaften Frankreichs. Die Bezeichnung Hochebene ist allerdings trügerisch – das Relief ist fast immer hügelig im Höhenbereich von 300 bis 400 Metern. Die Täler der Flüsse Dordogne, Lot und Célé strukturieren die Causses de Quercy in Ost-West-Richtung.
Der Park umfasst folgende Naturlandschaften und Biotope:
- die Kalkplateaus (franz. Causses)
  - Causse de Gramat (zwischen Dordogne und Lot)
  - Causse de Saint-Chels (zwischen Célé und Lot)
  - Causse de Limogne (südlich des Lot)
- die Flusstäler
- die Limargue im Osten
- das Quercy blanc im Süden

### Kalkplateaus
Die Kalkplateaus erstrecken sich über eine Fläche von ungefähr 8000 km². Eine dicke vom Jurameer abgelagerte Kalkschicht bildet die geologische Basis. In dem durch Verwitterung porös gewordenen Gestein versickern die Niederschläge sofort und bilden eine trockene steinige Hochebene, die von Trockenrasen und Flaumeichen dominiert wird. Hier sind die Landschaftsformen durch Karst-Erscheinungen wie Dolinen, Höhlen und Naturschächte geprägt. Ein bekanntes Beispiel für einen solchen Schacht ist der Gouffre de Padirac.
Die Trockenrasen-Landschaft ist besonders für die Schafzucht geeignet. Auf dieser von felsigen Platten gebildeten Oberfläche gedeihen trotz der Trockenheit sehr widerstandsfähige Pflanzenarten: Flechten und verschiedene Arten von Fetthennen.
In den von den Schafen zurück gelassenen Spuren nisten sich alljährlich kleine Pflanzen ein, die durch eine kurze Lebensdauer charakterisiert sind. Unter ihnen befindet sich eine geschützte Art des Sandkrautes. Die tieferen Böden bieten den Orchideen gute Entwicklungsbedingungen und vom Frühling bis zum Sommer entfaltet die Narzisse ihre farbigen Blütenblätter.
Auch eine spezifische Fauna hat sich diesem Milieu angepasst. Man begegnet da der Perleidechse, der größten europäischen Eidechse, dem wie Perlmutt glänzenden Sechsfleck-Widderchen, einem seltenen Schmetterling im Süden Frankreichs oder dem kreischenden Triel, einem kleinen Stelzvogel, dessen Gefieder es ihm ermöglicht mit seiner Umgebung völlig zu verschmelzen.

### Flusstäler
Die in den Tälern fließenden Gewässer sorgen dort für ein fruchtbares Land, das agrarisch genutzt wird. Sie beeindrucken mit ihrer grünen Vegetation und ihren leuchtenden Felswänden. Es gibt aber auch zahlreichen Flüsse, die Trocken- und Erosionstäler ausbilden, wie z. B. der Alzou oder die Ouysse, die 3/4 ihres Laufes unter der Erdoberfläche verbringt. Hier verschwindet der Fluss an einer Versickerungsstelle im Untergrund und kommt meist erst im Talgrund in Form einer Karstquelle wieder ans Tageslicht. Im Hochsommer überrascht der Kontrast zwischen der Hitze der Kalkplateaus und der Frische der Täler.
Die großen Täler haben eine strenge Abstufung nach dem Höhenschichtung. Jedem Niveau entspricht ein eigener Lebensbereich:
- der Fluss selbst und seine Ufervegetation bilden ein spezielles Biotop, das aber auch von Mühlen und der Binnenschifffahrt genutzt wird,
- der Talboden, wo Überflutungen auftreten können, ist weitgehend unbesiedelt und meist nur für Scheunen und Tabaktrockenschuppen genutzt,
- die alluvialen Terrassen, die oft durch eine Waldkulisse vom Talboden abgegrenzt sind dienen heute dem Verlauf von Verkehrswegen. Dieser bewohnte Sektor ist weitgehend gegen Hochwasser geschützt und nimmt auch landwirtschaftliche Kulturen, Weinreben und Obstbäume auf.
- an den Talflanken – abwechselnd Felswände und bewaldete Abhänge – liegen die ursprünglichen Dörfer, die oft von Burgen flankiert oder überragt werden. In den sogenannten Abris findet man vielfach auch die Wohnhöhlen.

Dank dem Reichtum ihrer natürlichen Umwelt gehören mehrere Täler zum europäischen Netz der Natura 2000-Schutzzonen. Besonders die Täler von Rauze und Vers bieten hervorragende Lebensbedingungen für die seltene Schmetterlingsart Großer Feuerfalter und für die Wanderfalken, die hier gerne in den Felswänden nisten. Auch die Täler der Ouysse und des Alzou weisen als besondere Fauna den Fischotter und die Fledermaus auf, die da ihren Wohnsitz gewählt haben.

### Limargue
Weiter östlich, zwischen dem Causse de Gramat und der Landschaft Ségala, wandelt sich der kalkige Untergrund zu Ton- bzw. Kalkmergel und bildet damit die sattgrüne Bocage-Landschaft, die für die Limargue charakteristisch ist. Sie bildet einen schmalen fruchtbaren Landstreifen, der die Flüsse Lot und Dordogne miteinander verbindet. Von Figeac bis Saint-Céré bietet dieses Gebiet eine sanfte Hügellandschaft, die viele kleine Dörfer und eine üppige Vegetation mit größeren Baumbestände aufweist. Sie folgt den Tälern, die sich aus dem Kalkplateau des Causse der Gramat heraus öffnen und durch eine Vielfalt von Karstquellen für reichlich Bewässerung sorgen.

### Quercy blanc
Im Südwesten des Naturparks beginnt in der Umgebung von Lalbenque und Cieurac das Gebiet des Quercy blanc (weißes Quercy), das sich bis zum Tal der Garonne erstreckt. Der Name kommt daher, dass im Untergrund Muschelkalk, Kreide und Mergel vorkommen. Dies führt zur Besonderheit, dass das Wasser der starken Niederschläge im Frühling gespeichert wird, selbst wenn ihre Oberfläche im Sommer stark austrocknet. Diese vorübergehende Feuchtigkeit ermöglicht die Entwicklung von Pflanzenarten, die man sonst nur in den feuchten, mediterranen Zonen findet: Binsenlilie oder Strand-Wegerich. Obstbäume und intensive Landwirtschaft charakterisieren die Hügellandschaft im Süden, der Norden ist der Trüffelkultur gewidmet.